# Бедность в Южной Корее
Бедность в Южной Корее резко снизилась с середины 20-го века, особенно уровень абсолютной бедности. Относительная бедность также снижалась до конца 1990-х годов, но выросла после азиатского финансового кризиса и снова снижается с 2010-х годов. Хотя сегодня только около 2 % южнокорейцев страдают от абсолютной бедности, около 14-15 % из этих 2 % являются пожилыми людьми. По данным ОЭСР, относительная бедность пожилых людей постоянно снижается с 2011 года.

## Тенденция
Чу, Парк и Юн, подводя итоги истории бедности в Южной Корее, отмечают, что абсолютная и относительная бедность в период 1965-1990 годов сократилась в Южной Корее; что «быстрый экономический рост в течение анализируемого периода 1960-1980-х годов в Южной Корее в значительной степени уменьшил бедность». Филипс и др. похвалили Южную Корею, отметив, что «Южная Корея пережила одно из самых резких сокращений абсолютной бедности, которое когда-либо видел мир»». Они отмечают, что, хотя в середине 1950-х годов более половины населения Южной Корее страдало от абсолютной бедности, к середине 1990-х годов абсолютная бедность сократилась до 3,4 % населения страны. Абсолютная бедность по состоянию на 2001 год была ниже 2 % населения (однако другая оценка за 2000 год привела до 11,5 % населения). Однако более поздние данные показывают, что относительная бедность растет, увеличившись примерно с 8 % в начале 1990-х годов до 15 % по состоянию на 2012 год.
По официальным оценкам, около 15 % жителей Южной Кореи живут за чертой бедности. Бедность в Южной Корее определяется как относительная бедность и функционирует как доля населения, живущего менее чем на половину медианного дохода. (Средний доход домашних хозяйств в Южной Корее в 2007 году составлял $19 179 (20 млн вон)). Бедность в Южной Корее затрагивает в основном пожилых людей: около половины всех граждан старше 65 лет живут в бедности, что является одним из самых высоких показателей среди стран ОЭСР. За последние 15 лет число пожилых граждан, о которых заботятся родственники, снизилось с 90 % до 37 %.
Бедность в Южной Корее затрагивает в основном пожилых людей: почти половина пожилых людей живет в относительной бедности, что является самой высокой долей среди стран ОЭСР.
По данным на 15 ноября 2021 года, Южная Корея занимает четвертое место по уровню относительной бедности среди стран ОЭСР.

## Бедность среди пожилых людей
В условиях быстро стареющего населения Южной Кореи многие пожилые люди нуждаются в медицинской помощи. Исследования, проведенные среди многих демографических групп, сводятся к тому, что пожилые люди в Южной Корее с низким доходом не имеют надлежащей социальной защиты со стороны правительства и находятся в наиболее неблагоприятном положении. В последние годы доля людей в возрасте 65 лет и старше среди людей с ограниченными возможностями быстро увеличилась: с 30,3 % до 43,3 % в 2014 году. Это делает Южную Корею лидером в этом аспекте с ростом в 3 раза по сравнению со средним международным показателем. Это согласуется с тем, что в Южной Корее одна из самых высоких продолжительностей жизни, которая в последние годы растет.
В 2008 году 26 % пожилых людей в Корее жили в бедности Хотя число пожилых людей, живущих в бедности, во многих странах увеличивается с каждым годом, Южная Корея по-прежнему имеет самый высокий уровень бедности среди людей старше 65 лет среди стран ОЭСР. Более того, риск бедности особенно высок для южнокорейских пожилых людей, которые менее образованы, живут одни, живут в сельской местности или имеют плохое здоровье. Многие пожилые люди с низкими доходами в настоящее время живут со своими детьми, которые часто оказывают им финансовую помощь, а многие также зависят от социальных пособий. В целом, согласно данным ОЭСР, уровень бедности среди пожилых людей последовательно снижается с 2011 года.

## Причины бедности
ОЭСР перечисляет несколько факторов среди причин бедности в Южной Корее. Во-первых, общественные социальные расходы в Южной Корее низки. Социальные расходы правительства в Южной Корее составили 7,6 % ВВП в 2007 году по сравнению со средним показателем по ОЭСР в 19 %. Это можно объяснить традиционной корейской опорой на семью и частный сектор в предоставлении таких услуг. Во-вторых, дуалистический рынок труда Южной Кореи, на котором значительное количество работников нанимается только по временным контрактам с низкой заработной платой и низкими пособиям, приводит к высокому неравенству в доходах от заработной платы.

## Неравенство доходов
Южная Корея, как и многие другие страны Восточной Азии, известна очень равномерным распределением доходов и богатства. Однако за последние несколько десятилетий ситуация изменилась. Статистика показывает, что в 1990-е годы равенство доходов достигло пика и с тех пор снизилось. Частично это может быть связано с быстрым экономическим ростом страны. На нынешнем более конкурентном рынке труда ожидается, что глава домохозяйства или домовладелец будет более образованным, что затрудняет конкуренцию сельским семьям, из-за отсутствия доступа к высшему образованию, что впоследствии приводит к неравенству доходов между городской и сельской местностью. Некоторые исследователи связывают неравенство доходов с изменением традиционной динамики глав домохозяйств в Южной Корее. Увеличение количества домохозяйств состоящих из одного человека и «удушающе» низкий доступ к новым рабочим местам создали финансово трудную ситуацию для многих семей в Южной Корее, в результате чего многие из них вообще не имеют семей. По данным ОЭСР, неравенство в доходах снижается с 2016 года.

## Пенсионное обеспечение
Пенсионное обеспечение пожилых людей в Южной Корее разработано сравнительно недавно по сравнению с другими демократическими странами. Половина населения Кореи в возрасте 65 лет и старше живёт в относительной бедности, почти в четыре раза выше, чем в странах членах ОЭСР (в среднем 13 %). Таким образом, бедность среди пожилого населения является серьёзной социальной проблемой. Кроме того, государственные социальные расходы, предоставляемые органами государственного управления (центральными, государственными и местными органами власти, включая фонды социального обеспечения) на ВВП в Южной Корее, являются самыми низкими среди стран ОЭСР, что составляет половину среднего показателя ОЭСР.